# Cordia leucomalloides
Cordia leucomalloides là loài thực vật có hoa trong họ Mồ hôi. Loài này được Taroda mô tả khoa học đầu tiên năm 1986.